# Shintaro Hirai
Shintaro Hirai (født 17. januar 1984) er en japansk professionel fodboldspiller.
Han har spillet for flere forskellige klubber i sin karriere, herunder Blaublitz Akita.